# La Hulpe

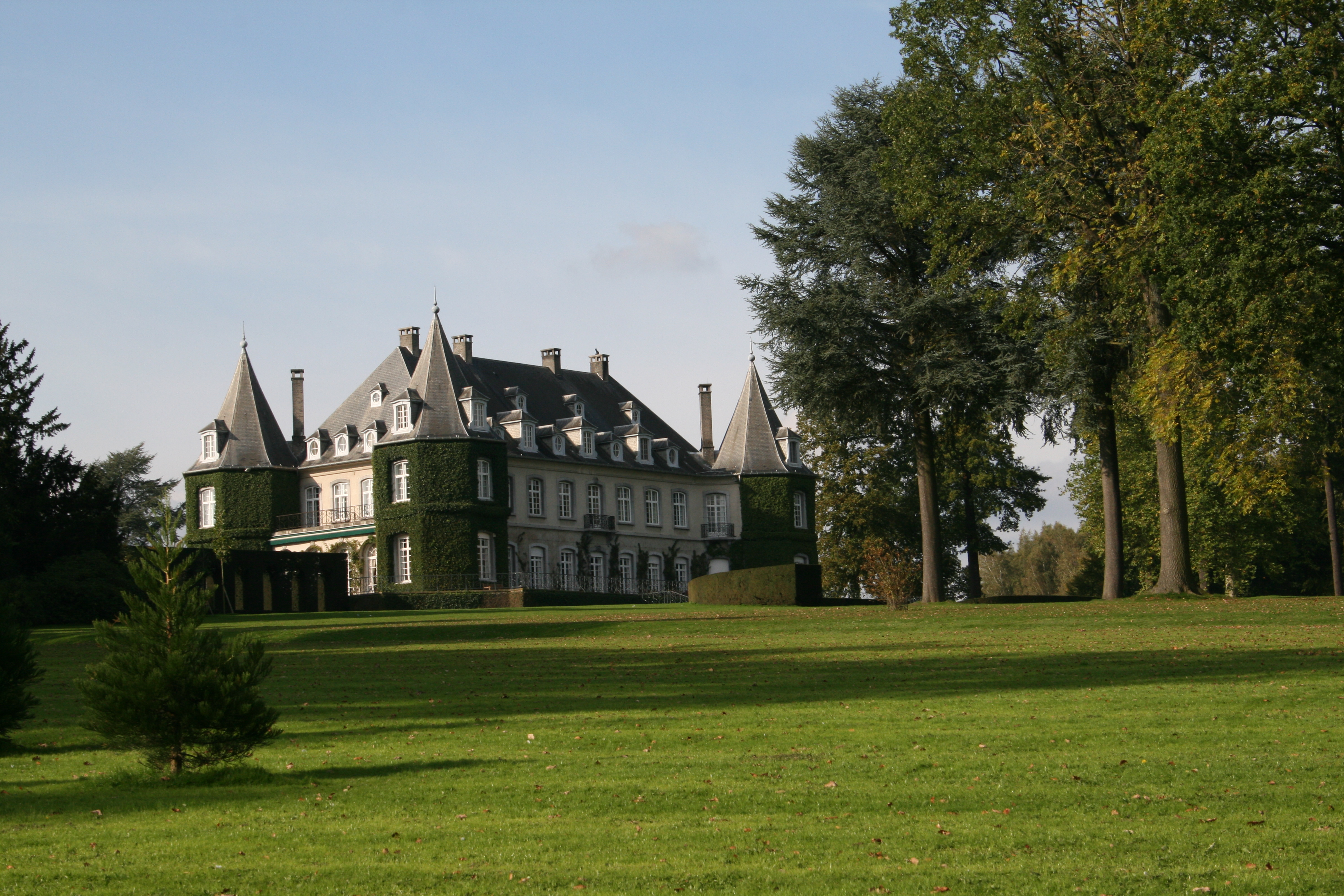
Lâu đài Solvay (1842).

La Hulpe (tiếng Hà Lan: Terhulpen) là một đô thị ở tỉnh Walloon Brabant. Tại thời điểm ngày 1 tháng 1 năm 2006 La Hulpe có dân số 7.224 người. Tổng diện tích là 15,60 km² với mật độ dân số là 463 người trên mỗi km².
Trụ sở Society for Worldwide Interbank Financial Telecommunication đóng ở La Hulpe.